# Pierre Méchain
Pierre François André Méchain (sinh 16 tháng 8 năm 1744-mất 22 tháng 9 năm 1804) là nhà thiên văn học người Pháp. Ông là giám đốc Đài thiên văn Paris từ năm 1800 cho đến cuối đời. Ông là người cùng với Jean Delambre xác định một mét mẫu sau khi Cách mạng Pháp 1789 bùng nổ. Đồng thời Méchain còn là người phát hiện ra thiên hà Chong Chóng, thiên hà Hoa Hướng Dương, thiên hà Xoáy Nước, Tinh vân Quả tạ nhỏ, các cụm sao Messier 75, Messier 78, Messier 79, Messier 100, Messier 107, Messier 95, Messier 103, Messier 77, Messier 99, những thiên thể được định vị bởi Charles Messier, một nhà thiên văn học người Pháp khác.

## Xác định một mét mẫu
Pierre Méchain và Jean Delambre được giao nhiệm vụ xác định một mét mẫu. Cụ thể hơn, nhiệm vụ của họ là đo độ dài cung kinh tuyến nối hai thành phố Dunkerque của Pháp và Barcelona của Tây Ban Nha. Theo các phương pháp đo đạc thời đó, hai thành phố có cùng kinh độ và có vĩ độ khác nhau 10,8 độ. Trên mặt đất, việc xác định số đo góc của góc dễ dàng hơn nhiều đo độ dài nên Méchain và Delambre có thể xét các dãy tam giác dọc theo kinh tuyến đi qua hai thành phố (đỉnh của các tam giác này là các điểm dễ xác định như đỉnh lâu đài, nóc nhà thờ,...). Thực sự đây là công việc rất vất vả vì để hoàn thành công việc, hai nhà thiên văn học Pháp phải mất tới 7 năm và phải thực hiện tới 500000 phép đo để giải hàng trăm tam giác nói trên. Cuối cùng, thành quả đã tới. Một hội đồng các nhà khoa học tên tuổi của Pháp lúc bấy giờ đã kiểm nghiệm và công nhận mẫu một mét mà Méchain và Delambre đã xác định được. Khi đó năm 1799 và đó là mẫu một mét sứm nhất thế giới. 

## Việc phát hiện các thiên thể

### Thiên hà Chong Chóng
Pierre Méchain đã phát hiện ra thiên hà Chong Chóng vào ngày 27/3/1781. Sau đó, ông có liên lạc với Charles Messier về sự có mặt của thiên thể này và nó trở thành một trong những thành viên cuối cùng của danh mục Thiên thể Messier. 

### Thiên hà Hoa Hướng Dương
Pierre Méchian phát hiện ra thiên hà Hoa Hướng Dương vào ngày 14/6/1799, sau Messier đưa nó vào danh lục của mình.

### Thiên hà Xoáy Nước
Được phát hiện vào năm 1781 bởi Méchain, thiên hà Xoáy Nước là một trong những sợi dây liên kết như thể định mệnh giữa Pierre Méchain và Charles Messier. 

### Tinh vân Quả tạ nhỏ
Lại thêm một thiên thể nữa được Méchain phát hiên ra. Nó là thiên thể được phát hiện vào năm 1780 và một lần nữa Messier làm công việc của mình: liệt kê nó vào danh mục của mình.

### Messier 75
Rất thú vị là bởi Messier 75 ngoài được phát hiện bởi Méchain và vào danh mục của Messier còn giống tinh vân Quả tạ nhỏ ổ chỗ được phát hiện vào năm 1780.

### Messier 78
Lại một thiên thể nữa được phát hiện vào năm 1780, bởi Méchain và vào danh mục của Messier!

### Messier 79
Có lẽ năm 1780 mang đến cho cả Méchain và Messier bất ngờ bởi Messier 79 cũng được phát hiện vào năm ấy.

### Messier 72
Messier 72 được phát hiện vào ngày 29/8/1780. Không cần nói chắc chúng ta cũng biết chuyện gì đã xảy ra.

### Messier 100
Messier 100 cũng là một trong nhỡng thiên thể được Méchain phát hiện Messier đưa vào danh mục của mình. Nó được tìm thấy vào năm 1781, ngày 15 tháng 3.

### Messier 107
Tháng 4 năm 1782, Méchain và Messier lần lượt là thời điểm được tìm thấy, người phát hiện và người đưa vào danh mục thiên thể nổi tiếng của mình của thiên thể này.

### Messier 95
Vẫn là Méchain phát hiện và Messier làm công việc xếp các thiên thể vào danh mục của mình. Thời điểm được tìm thấy: 1781.

### Messier 103
Lại có một năm nữa khiến Méchian và Messier có thể thốt lên rằng "quá bất ngờ". Đó là năm 1781, thời điểm mà Messier 103 cùng các thiên thể khác được phát hiện..

### Messier 77
Năm 1780, Méchain tìm ra nó và Messier đưa nó vào danh mục của mình.

### Messier 99
Vâng, lại là Méchain và Messier với công việc quen thuộc của mình và năm 1780 đầy thú vị đối với hai nhà khoa học người Pháp.